# Verwaltungsgliederung der Republik Mari El

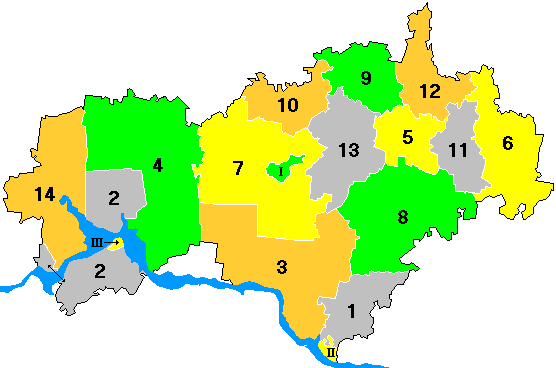
Verwaltungsgliederung der Republik Mari El (Nummerierung entsprechend ersten Tabellenspalten)

Die Republik Mari El im Föderationskreis Wolga der Russischen Föderation gliedert sich in 14 Rajons und 3 Stadtkreise (Stand 2014).
Die Rajons unterteilen sich in insgesamt 16 Stadtgemeinden (gorodskoje posselenije) und 116 Landgemeinden (selskoje posselenije).

## Stadtkreise
| Nr. | Stadtkreis    | Einwohner | Fläche (km²) | Bevölkerungs- dichte (Ew./km²) | Stadt- bevölkerung | Land- bevölkerung | Weitere Ortschaften | Anzahl Städte | Anzahl Dörfer |
| --- | ------------- | --------- | ------------ | ------------------------------ | ------------------ | ----------------- | ------------------- | ------------- | ------------- |
| I   | Joschkar-Ola  | 259.256   | 100,39       | 2.582                          | 248.782            | 10.474            | Sawino, Semjonowka  | 1             | 10            |
| III | Kosmodemjansk | 21.257    | 13,41        | 1.585                          | 21.257             |                   |                     | 1             |               |
| II  | Wolschsk      | 55.659    | 28,99        | 1.920                          | 55.659             |                   |                     | 1             |               |

## Rajons
| Nr. | Rajon         | Einwohner | Fläche (km²) | Bevölkerungs- dichte (Ew./km²) | Stadt- bevölkerung | Land- bevölkerung | Verwaltungssitz | Gemeindesitze | Anzahl Stadtgemeinden | Anzahl Landgemeinden |
| --- | ------------- | --------- | ------------ | ------------------------------ | ------------------ | ----------------- | --------------- | --- | --------------------- | -------------------- |
| 2   | Gormomarijski | 25.869    | 1.971,47     | 13                             |                    | 25.869            | Kosmodemjansk   | Land: Jelassy, Jemeschewo, Kulakowo, Kusnezowo, Mikrjakowo, Oserki, Paigussowo, Troizki Possad, Ussola, Wilowatowo |                       | 10                   |
| 14  | Jurinski      | 8.758     | 2.040,15     | 4,3                            | 3.465              | 5.293             | Jurino          | Stadt: Jurino Land: Bykowka, Gorny Schumez, Jurkino, Kosikowo, Marjino, Wassiljewskoje | 1                     | 6                    |
| 4   | Kilemarski    | 13.604    | 3.098,89     | 4,4                            | 4.073              | 9.531             | Kilemary        | Stadt: Kilemary Land: Arda, Bolschije Pamjaly, Bolschoje Kibejewo, Juksary, Krasny Most, Neschnur, Schirokundysch, Wisimjary | 1                     | 8                    |
| 5   | Kuschenerski  | 14.556    | 852,83       | 17                             | 5.384              | 9.172             | Kuschener       | Stadt: Kuschener Land: Ischtymbal, Juledur, Russkije Schoi, Saltakjal, Schoi-Schudumar, Schorsola, Toktaibeljak, Tumjumutschasch | 1                     | 8                    |
| 6   | Mari-Turekski | 23.155    | 1.513,86     | 15                             | 5.164              | 17.991            | Mari-Turek      | Stadt: Mari-Turek Land: Bolschoi Karlygan, Chlebnikowo, Kossolapowo, Mari-Biljamor, Marijez | 1                     | 5                    |
| 7   | Medwedewski   | 67.703    | 2.791,18     | 24                             | 21.400             | 46.303            | Medwedewo       | Stadt: Krasnooktjabrski, Medwedewo Land: Asanowo, Janykaissola, Jeschowo, Jubileiny, Kujar, Kusnezowo, Ljulpany, Nurma, Pekschiksola, Pischma, Ruem, Russki Kukmor, Schoibulak, Senkino, Sidorowo, Silikatny, Snamenski, Sredneje Asjakowo, Srednjaja Turscha | 2                     | 19                   |
| 8   | Morkinski     | 32.403    | 2.270,08     | 14                             | 9.914              | 22.489            | Morki           | Stadt: Morki Land: Bolschije Schali, Korkatowo, Krasny Steklowar, Oktjabrski, Schinscha, Schorunscha, Sebeussad, Selenogorsk, Semissola | 1                     | 9                    |
| 9   | Nowotorjalski | 17.124    | 920,09       | 19                             | 6.635              | 10.489            | Nowy Torjal     | Stadt: Nowy Torjal Land: Maskanur, Pektubajewo, Stary Torjal, Tschuksola | 1                     | 4                    |
| 10  | Orschanski    | 15.139    | 896,49       | 17                             | 6.589              | 8.550             | Orschanka       | Stadt: Orschanka Land: Bolschaja Orscha, Luschbeljak, Malaja Karakscha, Markowo, Schulka, Staroje Kreschtscheno, Tabaschino, Tschirki, Upscha, Welikopolje | 1                     | 10                   |
| 11  | Paranginski   | 16.307    | 791,66       | 21                             | 5.985              | 10.322            | Paranga         | Stadt: Paranga Land: Alaschaika, Ilet, Ilpanur, Jelejewo, Kurakino, Portjanur, Russkaja Ljaschmar, Ussola | 1                     | 8                    |
| 12  | Sernurski     | 25.672    | 1.032,08     | 25                             | 8.686              | 16.986            | Sernur          | Stadt: Sernur Land: Bolschoi Serdesch, Dubniki, Kasanskoje, Kuknur, Marissola, Saschischemje, Tschendemerowo, Werchni Kugener | 1                     | 8                    |
| 13  | Sowetski      | 31.081    | 1.392,45     | 22                             | 10.664             | 20.417            | Sowetski        | Stadt: Sowetski Land: Alexejewski, Kuschmara, Michailowka, Ronga, Solnetschny, Werch-Uschnur, Wjatskoje | 1                     | 7                    |
| 3   | Swenigowski   | 44.976    | 2.748,78     | 16                             | 21.806             | 23.170            | Swenigowo       | Stadt: Krasnogorski, Suslonger, Swenigowo Land: Ismenzy, Kokschaisk, Kokschamary, Krasny Jar, Kuschmara, Schelanger, Tschornoje Osero | 3                     | 7                    |
| 1   | Wolschski     | 23.940    | 913,86       | 26                             | 4.159              | 19.781            | Wolschsk        | Stadt: Priwolschski Land: Emekowo, Nowyje Paraty, Petjal, Polewaja, Pomary, Sotnur, Tschodyrajal | 1                     | 7                    |